# Topikowate
Topikowate (Cybaeidae lub Argyronetidae) – rodzina pająków z nadrodziny Dictynoidea.
Takson ten tradycyjnie ujmowany był jako podrodzina lejkowcowatych. W 1967 roku Pekka Lehtinen przeniósł Cybaeinae do rodziny Dictynidae, a w 1970 Raymond Forster wyniósł je do rangi niezależnej rodziny. Argyronetidae zostały zsynonimizowane z Cybaeidae w 1994 przez K. Grothendiecka i O. Kraussa. Część autorów stosuje Argyronetidae jako właściwą nazwę, a Cybaeidae jako synonim, jednak Norman I. Platnick w swoim katalogu pozostaje przy Cybaeidae.
Pająki te charakteryzują się rządkami trichobotrii na nadstopiach i stopach, w których poszczególne trichobotria są coraz większe od proksymalnego do dystalnego końca danego członu. W większości przypadków mają na karapaksie ośmioro oczu, ale u części gatunków liczba ta zredukowana została do sześciu, a niektóre są całkowicie bezokie. Stożeczek mają zredukowany do postaci grupki 2–20 szczecinek. Kądziołki przędne przednio-bocznej pary są u nich osadzone bardzo blisko siebie lub stykają się nasadami, a ich grubość i często szerokość są większe niż kądziołków tylno-bocznych.
Topikowate zamieszkują różne siedliska. Spotyka się je pod kamieniami, butwiejącymi kłodami, w wilgotnej ściółce i na alpejskich łąkach. Niektóre gatunki żyją wyłącznie w jaskiniach, a topik całe życie pod wodą.
Rodzina głównie holarktyczna, z dwoma gatunkami znanymi z krainy orientalnej i jednym rodzajem południowoamerykańskim. Większość gatunków ma bardzo ograniczone zasięgi występowania.
Należy tu 12 rodzajów:
- Argyroneta Latreille, 1804
- Cedicoides Charitonov, 1946
- Cedicus Simon, 1875
- Cryphoeca Thorell, 1870
- Cybaeina Chamberlin et Ivie, 1932
- Cybaeota Chamberlin et Ivie, 1933
- Cybaeozyga Chamberlin et Ivie, 1937
- Cybaeus Koch, 1868
- Paracedicus Fet, 1993
- Symposia Simon, 1898
- Vagellia Simon, 1899
- †Vectaraneus Selden, 2001